# Your Voice,My Life
「Your Voice,My Life」（ユア・ボイス・マイ・ライフ）は、日本の女性歌手・横山ルリカの楽曲。2013年10月9日にビクターエンタテインメント（FlyingStar Records）からリリースされた、通算2枚目のシングル。楽曲のプロデュースは前山田健一（ヒャダイン）。

## 背景・制作
前作「Walk My Way」から約4ヶ月ぶりの2ndシングル。
前作から引き続き前山田健一（ヒャダイン）がプロデュースを担当し、編曲も同様に板垣祐介が務めた。前山田は横山を評して「欠点が見当たらないので、敢えて難しい曲を作った」と前作以上の歌唱力を要求しており、舌を噛みそうになるくらいのスピード唱法が特徴の曲となっている。そのハードルを上げられた事に対して「ヒャダインさんは、いつも私の限界を伸ばしてくれる」と返答している。

## リリース
楽曲のシングルCDは、初回限定盤A・B、スペシャルプライス限定盤、通常盤の4形態でリリース。初回限定盤にはDVDが付属する。スペシャルプライス盤は、収録曲が「Your Voice,My Life」のみのロープライス設定となっている。また、全形態の初回プレス分に「イベント参加券」が封入されている。

## プロモーション
楽曲のプロモーションで、以下のメディアに出演した。
TV番組
- ゴゴスマ -GO GO!Smile!-（2013年9月20日、CBCテレビ）
- IDOL REVUE MUSiC×iD（2013年10月02日、スペースシャワーTV プラス）
- MUSiC×iD Plus+（2013年10月11日、スペースシャワーTV プラス）
- ミュージャック（2013年10月11日、関西テレビ）
- ピーパーTV さがせピーチクパーチク（2013年10月12日、CBCテレビ）
- JAPAN COUNTDOWN（2013年10月13日、テレビ東京）
- アイドルヒッツ（2013年10月13日、スペースシャワーTV プラス）
- SELECT（2013年10月14日、MUSIC ON! TV）
- PON!（2013年10月17日、日本テレビ）
- ワンセグ☆ふぁんみ（2013年10月19日、NHKワンセグ2）

配信番組
- musicるマンディ（2013年10月7日、ニコニコ生放送）
- 南波一海のアイドル三十六房（2013年10月13日、タワレボ）

ラジオ番組
- ラジマルフライデー（2013年9月20日、FM愛知）
- DIG IT! DIG IT!（2013年9月20日、ZIP-FM）
- ミュージックライン（2013年10月1日、NHK-FM）
- Top of the Morning（2013年10月7日、LOVE FM）
- SUPER RADIO MONSTER ラジ★ゴン（2013年10月7日、FM福岡）
- wktkラヂオ学園（2013年10月7日、NHKラジオ第一）
- ミュージックパトロール チェキラ!（2013年10月13日、NHKラジオ第一）
- あつまれ!MUSIC COASTER（2013年10月14日、FM大阪）
- 夕焼けSHUTTLE（2013年10月15日、NACK5）
- ON8（2013年10月16日、bayfm）
- K・WEST ENTAME GENERATION（2013年10月21日、bayfm）

## ミュージック・ビデオ
リリースに先行して、楽曲のショートバージョンがYouTubeで無料公開されている。
撮影は、さいたま市にある結婚式場、大宮アートグレイスウエディングシャトーにて行われた。映像は、黄色いコートの衣装と白いワンピースの衣装で、凛としながらも様々な表情が押し出された、情熱的な作品となっている。

## ライブ・パフォーマンス
発売イベントも兼ねたミニライブが、下記の日時・場所で実施された。
「Your Voice,My Life」発売記念イベント
- 2013年9月21日 名古屋ナディアパーク 2Fアトリウムイベントスペース
- 2013年9月22日 大阪千里セルシー 1Fセルシー広場
- 2013年10月6日 タワーレコード福岡店 3Fイベントスペース
- 2013年10月8日 ベルサール西新宿 イベントホール
- 2013年10月9日 池袋サンシャインシティアルパ B1噴水広場
- 2013年10月10日 大阪あべのキューズモール 3Fスカイコート
- 2013年10月11日 葛飾アリオ亀有 1Fサニーコート
- 2013年10月12日 大宮ステラタウン 1Fメローペ広場
- 2013年10月13日 ダイバーシティ東京プラザ フェスティバル広場

以下のイベントで、楽曲をライブ披露した。
- スマイリーサウンズ2013（2013年10月19日、ルミネエスト新宿）

## アートワーク
CDジャケットは、発売した4形態それぞれ描写が異なる。ジャケットアートでの主な特徴は、黄色いコートに身を包んだ凛とした表情のビジュアルと、白いワンピースに身を包んだ柔らかい表情のビジュアルが印象的で、強さ・大人っぽさと、柔らかさ・あどけなさの二面性が押し出されたイメージとなっている。

## メディアでの使用
収録曲は以下のメディアで使用された。
「Your Voice,My Life」
- テレビ朝日系「musicるTV」2013年10月度マンスリーアーティスト

「White Diary」
- 日本テレビ系「NNNストレイトニュース」ウェザーテーマ

## シングル収録トラック
| #         | タイトル                             | 作詞             | 作曲       | 編曲      | 時間  |
| --------- | ------------------------------------ | ---------------- | ---------- | --------- | ----- |
| 1.        | 「Your Voice,My Life」               | 前山田健一       | 前山田健一 | 板垣祐介  | 4:01  |
| 2.        | 「White Diary」                      | サイトウヨシヒロ | 板垣祐介   | 板垣祐介  | 3:54  |
| 3.        | 「Your Voice,My Life」(Instrumental) |                  |            |           | 4:01  |
| 4.        | 「White Diary」(Instrumental)        |                  |            |           | 3:52  |
| 合計時間: | 合計時間:                            | 合計時間:        | 合計時間:  | 合計時間: | 15:50 |

| #  | タイトル                            | 作詞 | 作曲・編曲 |
| -- | ----------------------------------- | ---- | ---------- |
| 1. | 「Your Voice,My Life」(Music Video) |      |            |

| #         | タイトル                             | 作詞             | 作曲       | 編曲      | 時間  |
| --------- | ------------------------------------ | ---------------- | ---------- | --------- | ----- |
| 1.        | 「Your Voice,My Life」               | 前山田健一       | 前山田健一 | 板垣祐介  | 4:01  |
| 2.        | 「ナミダボシ」                       | サイトウヨシヒロ | 板垣祐介   | 板垣祐介  | 4:24  |
| 3.        | 「Your Voice,My Life」(Instrumental) |                  |            |           | 4:01  |
| 4.        | 「ナミダボシ」(Instrumental)         |                  |            |           | 4:22  |
| 合計時間: | 合計時間:                            | 合計時間:        | 合計時間:  | 合計時間: | 16:52 |

| #  | タイトル                             | 作詞 | 作曲・編曲 |
| -- | ------------------------------------ | ---- | ---------- |
| 1. | 「Your Voice,My Life」(Making Video) |      |            |

| #         | タイトル                             | 作詞             | 作曲       | 編曲      | 時間  |
| --------- | ------------------------------------ | ---------------- | ---------- | --------- | ----- |
| 1.        | 「Your Voice,My Life」               | 前山田健一       | 前山田健一 | 板垣祐介  | 4:01  |
| 2.        | 「White Diary」                      | サイトウヨシヒロ | 板垣祐介   | 板垣祐介  | 3:54  |
| 3.        | 「ナミダボシ」                       | サイトウヨシヒロ | 板垣祐介   | 板垣祐介  | 4:24  |
| 4.        | 「Your Voice,My Life」(Instrumental) |                  |            |           | 4:01  |
| 5.        | 「White Diary」(Instrumental)        |                  |            |           | 3:54  |
| 6.        | 「ナミダボシ」(Instrumental)         |                  |            |           | 4:22  |
| 合計時間: | 合計時間:                            | 合計時間:        | 合計時間:  | 合計時間: | 24:39 |

| #         | タイトル                             | 作詞・作曲 | 編曲      | 時間 |
| --------- | ------------------------------------ | ---------- | --------- | ---- |
| 1.        | 「Your Voice,My Life」               | 前山田健一 | 板垣祐介  | 4:01 |
| 2.        | 「Your Voice,My Life」(Instrumental) |            |           | 4:01 |
| 合計時間: | 合計時間:                            | 合計時間:  | 合計時間: | 8:03 |